# Ворсівка
Во́рсівка — село в Україні, у Малинській міській територіальній громаді Коростенського району Житомирської області. Чисельність населення становить 374 особи (2001). У 1923—2020 роках — адміністративний центр колишньої однойменної сільської ради.

## Загальна інформація
Розташовується на лівому березі річки Візня, за 9 км від Малина та за 14,5 км від залізничної станції Малин. Поблизу села розміщуються давньоруські кургани.

## Герб
У пурпуровому щиті козак у срібному одязі та чоботях, що тримає у правій руці срібний спис. У лазуровій главі срібна церква із золотими куполами. У зеленій базі срібна криниця.

## Населення
За довідником 1885 року в селі мешкало 697 осіб, налічувалося 102 дворових господарства, наприкінці 19 століття — 1 003 особи, з них 493 чоловіків та 510 жінок, дворів — 166.
Відповідно до результатів перепису населення Російської імперії 1897 року, загальна кількість мешканців села становила 1 028 осіб, з них православних — 1 009, чоловіків — 493, жінок — 535.
У 1926 році чисельність населення села становила 875 осіб, дворів — 190, у 1941 році — 834 особи.
На початок 1970-х років село мало 223 двори із населенням 549 осіб.
Відповідно до результатів перепису населення СРСР, кількість населення станом на 12 січня 1989 року становила 476 осіб. Станом на 5 грудня 2001 року, відповідно до перепису населення України, кількість мешканців села становила 374 особи.

### Мова
Розподіл населення за рідною мовою за даними перепису 2001 року:
| Мова       | Кількість | Відсоток |
| ---------- | --------- | -------- |
| українська | 362       | 96.79%   |
| російська  | 12        | 3.21%    |
| Усього     | 374       | 100%     |

## Історія
З 14 століття в поселенні діяла церква. У 1545 році — село Житомирського замку. З 1644 року — власність кременецького земського судді Івана Ярмолинського. У 1649 році стало сотенним містом Київського полку, очолене сотником І. Гузем. По Хмельниччині більшість мешканців перебралися на Лівобережжя: у 1686 році містечко сплачувало від 10 димів, у 1693 році — від 25 димів. Згодом втратило статус сотенного містечка. Згадується у люстрації Київського воєводства 1754 року, власність Прушинських, які сплачували подимне з 33 дворів. У 1784 році тут налічувалося 334 православних обох статей.
У 1770 році село належало чесникові Волинського воєводства Йосипові Прушинському, а після його смерти у 1780 році перейшло до його вдови Маріани. З початку 19 століття селом одночасно володіли смоленський чесник Михайло Головінський та поміщиця Ганна Галецька, які мали відповідно 104 та 134 кріпаки. Від них маєток перейшов до Гната Билини та його сина Зеліслава.
У другій половині 19 століття — село Малинської волості (3 стану Радомисльського повіту Київської губернії, на річці Візня, за 7 верст від Малина. Через село пролягав шлях з Малина до Радомисля. Належало Станіславові Билині, в селі була його резиденція. До його власности належало 665 ревізьких душ та 8 548 десятин землі у Ворсівці, Візні, Федорівці, Мірчі, Краснобірці, Голубівці та Королівці. У самій Ворсівці налічувалося 660 осіб православних обох статей, ще 130 православних проживало у Рудні-Ворсівській, за пів версти. Невелика частина села, кількістю 400 десятин та 40 ревізьких душ, належала Вікентієві Модзелевському. Церкву святого Миколая збудовано у давнину. Останню будівлю збудовано у 1850 році Станіславом Билиною, іконостас та начиння обладнали самі віряни. Перед цим існувала церква, збудована 1728 року. При церкві було 37 десятин землі. До парафії належали поселення Візнянська слобода (5 верст), Федорівка (6 верст), Королівка (2 версти), Голубів-став (1 верста), Мірча (5 верст), Ходори (7 верст). У всій парафії, крім православних, налічувалося 230 римських католиків та 55 євреїв. Згодом 277 селян викупили 1 918 десятин землі.
За довідником 1885 року — колишнє власницьке село Малинської волості Радомисльського повіту Київської губернії. Лежало біля річки Візня, були церковна парафія, школа, заїзд, водяний млин.
Наприкінці 19 століття — власницьке село Малинської волості Радомисльського повіту Київської губернії. Відстань до повітового центру, м. Радомисль — 24 версти, до волосного центру містечка Малин, де знаходилися також телеграфна та поштова земська станції — 8 верст, до найближчої пароплавної станції Чорнобилі — 98 верст. Основним заняттям мешканців було хліборобство. У селі числилося 3 780 десятин землі, з яких 1 893 десятини належало поміщикам, 1 851 десятина — селянам, 36 десятин — церкві. Село належало Зеліславові Билині, господарював сам поміщик, господарство вів за трипільною сівозміною, як і селяни. В селі були православна церква, церковно-парафіяльна школа, водяний млин, хлібна комора. Пожежна команда складалася з 3 бочок і 3 багрів.
У 1923 році включене до складу новоствореної Ворсівської сільської ради, яка 7 березня 1923 року увійшла до складу новоутвореного Малинського району Малинської округи; адміністративний центр ради.
На фронтах Другої світової війни воювали 239 селян, 147 з них нагороджені орденами й медалями, 125 загинули. На їх честь встановлено обеліск Слави.
В радянські часи в селі розміщувалася центральна садиба колгоспу, який обробляв 4 тис. га угідь, з них 3 тис. га ріллі. Господарство вирощувало озиму пшеницю, льон, картоплю, було м'ясо-молочне тваринництво. 64 колгоспники відзначені урядовими нагородами, серед них ланкові А. С. Слесар та 3. С. Жуківська — орденом Леніна. У селі були восьмирічна школа, клуб, бібліотека, фельдшерсько-акушерський пункт, побутова майстерня.
11 січня 2019 року громада Церкви святого Миколая Чудотворця, першою на Житомирщині, перейшла з-під управління Української православної церкви Московського патріархату до Православної церкви України.
12 червня 2020 року, відповідно до розпорядження Кабінету Міністрів України № 711-р «Про визначення адміністративних центрів та затвердження територій територіальних громад Житомирської області», територію та населені пункти Ворсівської сільської ради включено до складу Малинської міської територіальної громади Коростенського району Житомирської області.

## Відомі особи
- Міхал Биліна (1904—1982) — польський художник-баталіст, графік та ілюстратор. Учасник радянсько-польської війни 1939 року.
- Ярусевич Юрій Миколайович (нар. 1971) — генерал-майор ЗСУ.